# 弱点：比赛进程
《弱点：比赛进程》（英語：The Blind Side: Evolution of a Game）是迈克尔·刘易斯于2006年出版的一本关于美式橄榄球的书籍。书中主要讲述了两个故事。一个是关于劳伦斯·泰勒（Lawrence Taylor）在20世纪80年代进入联盟后，过去三十年间橄榄球进攻策略的演变和左截锋重要性的增加。另一个则是现巴尔的摩乌鸦右截锋迈克尔·奥赫的成长故事。
电影即是根据这本书中奥赫的故事改编而成的。出演电影的包括桑德拉·布洛克、凯西·贝兹和蒂姆·麦格罗。